# Изапович, Григорий
Григорий Изапович (укр. Григорій Ізапович) — украинский военный и политический деятель, гетман Украины в 1604—1606 годах (по другим данным в 1606—1609 годах).

## Биография
Данные о дате и месте рождения Григория Изаповича отсутствуют.
Известен тем, что издал универсал, предостерегавший жителей Юго-Западной Руси о предстоящем вторжении татар.
Одним из важных военных достижений Изаповича в 1606 году было взятие оккупированного турками болгарского города Варна. Под командованием Григория Изаповича казацкий флот прошел от Запорожской Сечи до болгарских берегов, потопил несколько турецких кораблей, которые находились в варненском порту, и, высадив десант, взял сам город.